# Virgínia Rodrigues
Vìrgínia Rodrigues, född 31 december 1964 i Salvador i Brasilien, är en brasiliansk sångerska.
Hon växte upp under fattiga förhållanden i en favela i Salvador, Bahia. Fadern och modern arbetade som marknadsförsäljare och i barndomshemmet fanns inte någon grammofon. Virginias första kontakt med musiken kom via farfadern som spelade dragspel och småningom började hon sjunga i kyrkokör samt vid bröllop och fester. Hon försörjde sig även som manikyrist, kokerska och städerska.
Vid en teaterföreställning i mitten av 1990-talet upptäcktes hon av nestorn inom brasiliansk populärmusik, Caetano Veloso, som blev så betagen i hennes röst att hon och han påbörjade ett samarbete. Det ledde så småningom till en skiva, Sol Negro (Svart sol) från 1998, vilken producerades av Veloso med medverkan av många brasilianska musikprofiler såsom Milton Nascimento, Gilberto Gil och Djavan.
Rodrigues har därefter spelat in ytterligare tre skivor. Bland dessa kan nämnas Mares Profundos (Djupa hav) från 2004, ett album präglat av hennes rötter med sånger baserade  på Candomblé och Umbandaritualer, vilka ofta praktiseras av brasilianare med afrikansk härstamning. Låtarna på skivan är i huvudsak från 1960-talet med texter av poeten  Vinicius de Moraes och musik av gitarristen Baden Powell. 
Rodrigues sound är akustiskt. Elektronik och synthesizers är sällan förekommande. Hon har, parallellt med sångarkarriären, fortsatt med teater och även medverkat i en del brasilianska filmer. Sedan tjugoårsäldern bekänner hon sig till Candombléreligionen.
år 2016 vann hon "Prémio da Música Brasileira" i kategorin "Bästa Sångerska" med skivan Mama Kalunga, producerad av svenske musikern Sebastian Notini tillsammans med sångaren/kompositören Tiganá Santana, den senare har också komponerat titelspåret.

## Diskografi
- Sol Negro, 1998
- Nós, 2000
- Mares Profundos, 2004
- Recomeço, 2008
- Mama Kalunga, 2015